# Rutherford Birchard Hayes
Rutherford Birchard Hayes, adesea Rutherford B. Hayes (n. 4 octombrie 1822; d. 17 ianuarie 1893), a fost un politician, avocat⁠(d), lider militar american și cel de-al nouăsprezecelea președinte al Statelor Unite ale Americii, servind un singur mandat (1877 - 1881).  Originar din statul Ohio, membru al Partidului Republican și candidat prezidențial al acestuia în alegerile prezidențiale din 1876⁠(d), a obținut victoria în alegeri după o luptă extrem de strânsă cu Samuel J. Tilden, fapt care a făcut ca acele alegeri să fie marcate de multiple controverse în legătură cu cine ar fi fost adevăratul câștigător.
Hayes nu a candidat din nou la alegerile prezidențiale din 1880⁠(d), ținându-și promisiunea făcută după iscarea controverselor legate de alegerile din 1876.  Rutherford B. Hayes a murit în Fremont⁠(d), Ohio, în 1893, în urma complicațiilor cauzate de un atac de cord anterior.